# 金點雲斑鰕鱂
金點雲斑鰕鱂，為輻鰭魚綱鯉齒目鰕鱂亞目溪鱂科的其中一種，為熱帶淡水魚，分布於南美洲大西洋沿岸淡水流域，體長可達4公分，棲息在底中層水域，生活習性不明，可做為觀賞魚。

## 擴展閱讀
維基物種上的相關：金點雲斑鰕鱂